# Josué Pesqueira
Josué Filipe Soares Pesqueira (* 17. September 1990 in Ermesinde), genannt Josué, ist ein portugiesischer Fußballspieler.

## Karriere

### Verein
Josué wechselte als Jugendlicher in die Nachwuchsabteilung des FC Porto. Im Jahr 2009 wurde er in die Profimannschaft aufgenommen. Seine ersten Profispiele bestritt er jedoch als Leihspieler für die portugiesischen Zweitligisten SC Covilhã und FC Penafiel. Zur Saison 2010/11 wechselte er im Rahmen eines weiteren Leihgeschäfts zum niederländischen Erstligisten VVV-Venlo, mit dem er am Ende der Spielzeit nur knapp die Klasse hielt. Zur Saison 2011/12 wurde Josué vom portugiesischen Erstligisten FC Paços de Ferreira unter Vertrag genommen. Hier gelang ihm in der Saison 2012/13 mit 23 Ligaeinsätzen der Durchbruch. Der FC Paços de Ferreira beendete die Spielzeit auf dem dritten Tabellenplatz und erreichte damit die beste Platzierung der Vereinsgeschichte sowie die erstmalige Qualifikation für die UEFA Champions League. Josué selbst wurde als bester Nachwuchsspieler der Saison ausgezeichnet. Zur Saison 2013/14 kehrte Josué zum FC Porto zurück.
Zur Saison 2014/15 wurde er in die türkische Süper Lig zu Bursaspor ausgeliehen. Nachdem er in der Hinrunde der Saison 2015/16 erneut wegen Undiszipliniertheiten aufgefallen war, wurde sein Vertrag im Frühjahr 2016 seitens Bursaspor vorzeitig aufgelöst. In der Rückrunde spielte er auf Leihbasis für Sporting Braga und gewann am Saisonende durch einen Finalsieg gegen den FC Porto den portugiesischen Pokal.
Zur Saison 2016/17 wurde Josué an Galatasaray Istanbul ausgeliehen. Eine Kaufoption in Höhe von 1,5 Mio. Euro zog Galatasaray am Saisonende nicht. Stattdessen wurde er in der Sommertransferperiode vom Ligarivalen Osmanlıspor FK verpflichtet. Osmanlıspor löste seinen Vertrag Ende Dezember 2017 auf. Die Rückrunde 2017/18 blieb Josué vereinslos. 
Im Sommer 2018 verpflichtete ihn Akhisarspor. In der Saison 2018/19 gewann er den Türkischen Supercup und zog ins Pokalfinale ein. Zur Saison 2019/20 wechselte Josué nach Israel zu Hapoel Be’er Scheva. Im Oktober 2023 wurde er nach dem Spiel seiner damaligen Mannschaft Legia Warschau beim niederländischen Verein AZ Alkmaar in der UEFA Europa Conference League vorübergehend festgenommen. Im Sommer 2024 wechselte er zum brasilianischen Klub Coritiba FC.

### Nationalmannschaft
Josué durchlief die portugiesischen Jugendnationalmannschaften. Am 14. August 2013 stand er im Rahmen eines Freundschaftsspiels gegen die Niederlande unter Nationaltrainer Paulo Bento erstmals im Aufgebot der A-Nationalmannschaft. Daraufhin kam er am 11. Oktober 2013 im WM-Qualifikationsspiel gegen Israel zu seinem Länderspieldebüt.

## Erfolge
FC Porto
- Portugiesischer Supercupsieger: 2013

Sporting Braga
- Portugiesischer Pokalsieger: 2015/16

Akhisarspor
- Türkischer Supercupsieger: 2018
- Türkischer Pokal: Finalist 2018/19